# Омрі
Омрі  († 869 чи 874 чи 871 до. н. е.) — шостий цар Ізраїльського царства, правив 12 років (3Цар 16:23). Засновник династії Омридів.

## Життєпис
За Першою книгою царів Омрі був воєначальником царя Ели і командував військом в поході проти филистимського міста Гавафана (3Цар 16:8-28). Коли Ела загинув в результаті змови, організованої ізраїльським воєначальником Зімрі, солдати, обурившись царевбиством, проголосили царем Омрі. Омрі повів своє військо на столицю Ізраїлю, Тірцу, і осадив її, але не зміг захопити Зімрі живим, тому що після падіння міста той спалив себе разом з царським палацом. Між тим, половина народу встала на сторону іншого претендента на престол — Фавна, Гінатового сина (Тібні бен Гіната). Однак, після тривалої і важкої боротьби Омрі здобув перемогу і боротьба за владу завершилася смертю його суперника.
Перші шість років Омрі проживав у  Тірці (3Цар 16:23); потім він придбав в ефраїмських горах пагорб, на якому він побудував місто Самарію (Шомрон), назване так по імені колишнього власника землі, Шемерові (Саміра), і зробив його столицею свого царства. Самарія залишалася столицею і політичним центром царства Ізраїльського до найостанніших його днів.
Омрі зрозумів, що суперництво між царствами Юдеї і Ізраїлю шкодить силі і престижу обох держав. Тому він запропонував царю Юдеї — Асі укласти мир, що врешті-решт і було зроблено, і між обома царствами встановилися обопільна дружба і повага, закріплені одруженням сина Аси Іеошафата на дочці Омрі.

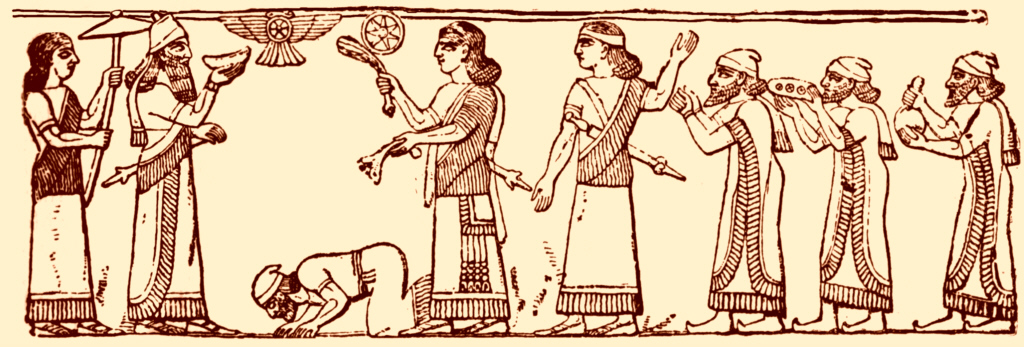
Єгу — син царя Омрі поклоняється перед ассирійським царем Шульману-ашаредом III. Сцена із Чорного обеліска Шульману-ашареда III.

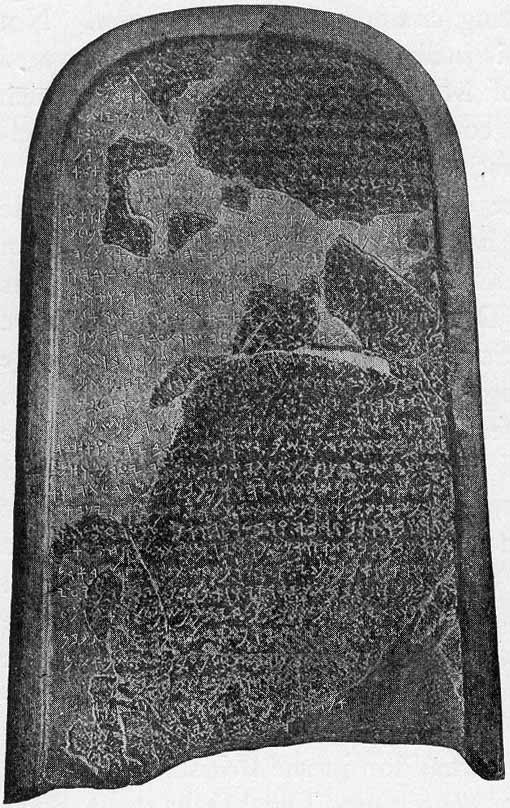
Фотографія стели Меша бл. 1891

Ім'я Омрі згадується на клинописних стелах моавітян (Стела Меша) та ассирійців (Чорний обеліск Шульману-ашареда III). Навіть довго після його смерті Ізраїль називали «Країною Омрі» чи «Домом Омрі».
Складним політичним питанням для Омрі були його відносини з Арамом (Сирією), потужним північним сусідом. Щоб утихомирити Арам, він змушений був поступити йому землі і міста. У той же час він вигнав філістімлян з прикордонних міст, тимчасово зайнятих ними, і підпорядкував собі народ Моава, змусивши його платити данину Ізраїлю.
Одним з найбільш важливих політичних досягнень Омрі було заново встановлені добрі стосунки з Цідоном, країною фінікійців, дружба з якими сприяла колись збільшенню багатства і могутності царя Давида і царя Соломона. Тут Омрі теж закріпив політичний союз одруженням. Його син Ахав одружився з Єзавеллю — дочкою царя Сидону. Однак тісний союз між двома країнами мав поганий вплив на релігійне і культурне життя Ізраїлю. Сам Омрі був не кращим за своїх попередників. Як і всі інші царі царства Ізраїлю, починаючи з Єровоама, він не пішов шляхом Божим. Під зростаючим впливом фінікійців виродження царського дому Омрі прогресувало і досягло свого апогею під правлінням його сина Ах'ава і цариці Єзвелі.
Царювання Омрі тривало дванадцять років. Хоча роки царювання Омрі можна вважати часом далекосяжних політичних досягнень, наслідком яких було значне зміцнення царства Ізраїля, воно все ж не підвищило стан життя народу в духовному відношенні. Навпаки, ідолопоклонство і порочність царського дому вкинули всю країну в безодню духовного виродження.
Омрі був похований у Самарії. Наступником Омрі був його син Ахав.